# Hugh Matheson
Hugh Patrick Matheson (født 16. april 1949) er en britisk tidligere roer.
Matheson var med i Storbritanniens otter, der vandt sølv ved OL 1976 i Montreal. Briterne blev i finalen kun besejret af Østtyskland, der vandt guld, mens New Zealand tog bronzemedaljerne. Den øvrige besætning i briternes båd var Richard Lester, John Yallop, Timothy Crooks, David Maxwell, Jim Clark, Frederick Smallbone, Lenny Robertson og styrmand Patrick Sweeney. Han deltog også ved både OL 1972 i München og OL 1980 i Moskva.
Matheson vandt desuden en VM-sølvmedalje i otter ved VM 1974 i Luzern.

## OL-medaljer
- 1976:  Sølv i otter